# 대보 (십국)
대보(大寶, 958년 8월 ~ 971년 2월)는 남한(南漢) 후주(後主) 유창(劉鋹)의 연호이다. 12년 6개월 가량 사용하였다. 대보 14년(971년) 2월, 송나라와의 전쟁에서 대패하여, 남한이 멸망하였다.

## 개원
- 건화(乾和) 16년 8월 3일[1](958년 9월 18일)에 연호를 대보(大寶)로 개원함.[2][3][4]

- 대보(大寶) 14년 2월 5일[5](971년 3월 4일)에 남한이 멸망하여, 대보 연호가 중지됨.[6][3][4]

## 연대 대조표
| 대보       | 원년                | 2년        | 3년             | 4년        | 5년        | 6년                 | 7년        | 8년        | 9년        | 10년       |
| 서기(西紀) | 958년               | 959년      | 960년           | 961년      | 962년      | 963년               | 964년      | 965년      | 966년      | 967년      |
| 간지(干支) | 무오(戊午)          | 기미(己未) | 경신(庚申)      | 신유(辛酉) | 임술(壬戌) | 계해(癸亥)          | 갑자(甲子) | 을축(乙丑) | 병인(丙寅) | 정묘(丁卯) |
| 후주(後周) | 현덕(顯德) 5년      | 6년        | 7년             | -          | -          | -                   | -          | -          | -          | -          |
| 북송(北宋) | -                   | -          | 건륭(建隆) 원년 | 2년        | 3년        | 4년 건덕(乾德) 원년 | 2년        | 3년        | 4년        | 5년        |
| 후촉(後蜀) | 광정(廣政) 21년     | 22년       | 23년            | 24년       | 25년       | 26년                | 27년       | 28년       | -          | -          |
| 북한(北漢) | 천회(天會) 2년      | 3년        | 4년             | 5년        | 6년        | 7년                 | 8년        | 9년        | 10년       | 11년       |
| 대보       | 11년                | 12년       | 13년            | 14년       |            |                     |            |            |            |            |
| 서기(西紀) | 968년               | 969년      | 970년           | 971년      |            |                     |            |            |            |            |
| 간지(干支) | 무진(戊辰)          | 기사(己巳) | 경오(庚午)      | 신미(辛未) |            |                     |            |            |            |            |
| 북송(北宋) | 6년 개보(開寶) 원년 | 2년        | 3년             | 4년        |            |                     |            |            |            |            |
| 북한(北漢) | 천회(天會) 12년     | 13년       | 14년            | 15년       |            |                     |            |            |            |            |

## 참고 자료
- 다른 왕조의 같은 연호
  - 양(梁) 대보(大寶, 550년 ~ 551년)
  - 일본(日本) 다이호(大寶, 701년 ~ 704년)
  - 대리국(大理國) 대보(大寶, 1149년 ~ 1156년)
  - 후 레 왕조(後黎朝) 다이바오(大寶, 1440년 ~ 1442년)

- 중국의 연호 목록